# Bomba turbomolecular

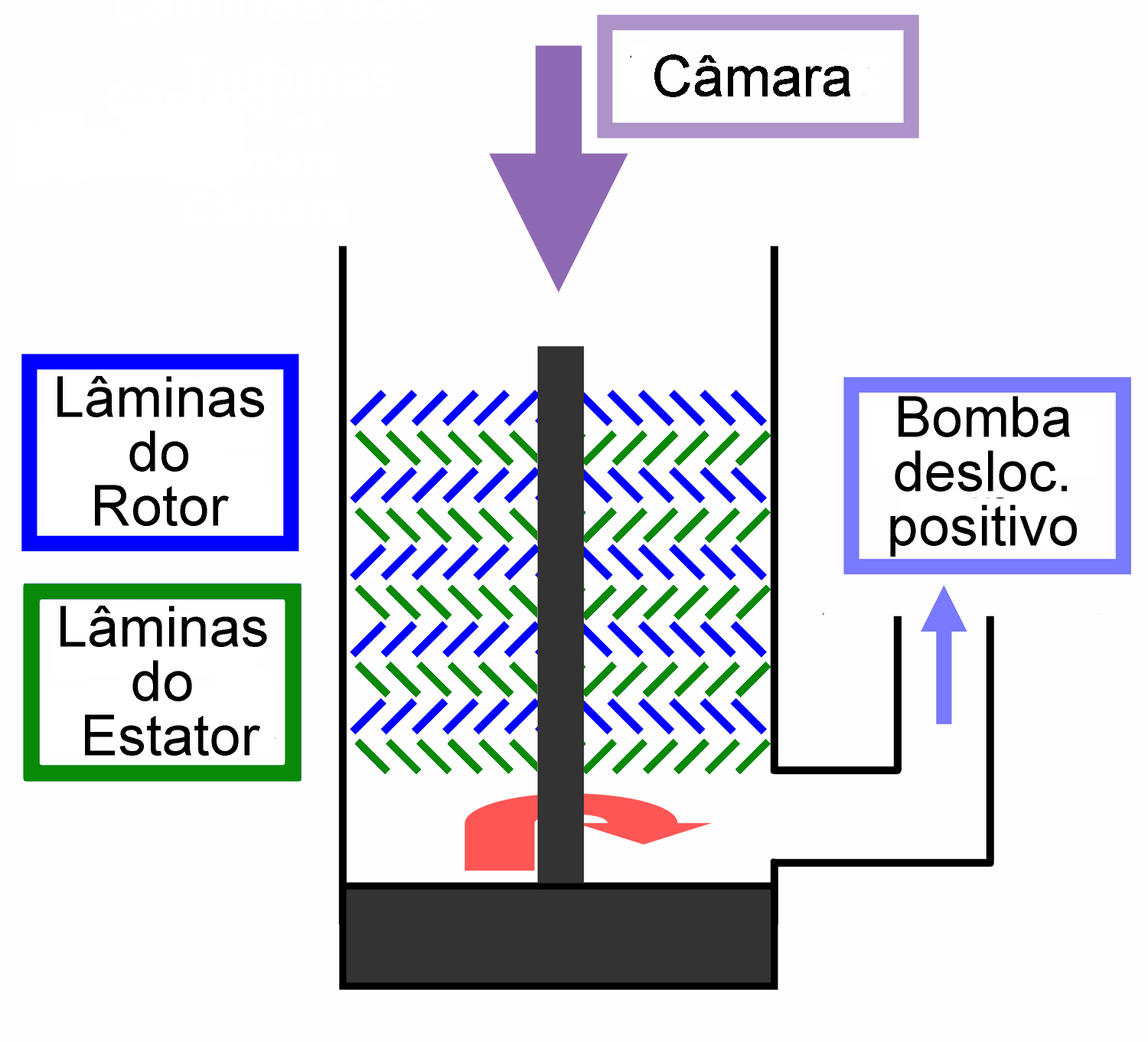
Figura 1: Esquema de uma bomba turbomolecular.

Bomba turbomolecular é um tipo de bomba de vácuo (bomba de transferência de momento) que opera como um compressor de fluxo axial usado em motores a jato.
Um conjunto de lâminas móveis, separadas por lâminas estacionárias, giram em alta velocidade (da ordem de 60.000 rpm), recebendo e comprimindo o gás e entregando-o a uma segunda bomba (tipicamente uma bomba de deslocamento positivo, como a bomba de palhetas rotativas).
Bombas turbomoleculares são projetadas para operar em condições de fluxo molecular e podem atingir pressões da ordem de 10-10 mbar.

## História
Historicamente o princípio de operação da bomba turbomolecular remonta ao ano de 1913, quando Wolfgang Gaede introduziu sua “bomba molecular”, na qual o efeito de bombeamento era causado pela transferência de momento de uma superfície sólida movendo-se rapidamente para as moléculas de um gás.
Em 1922, M. Holweck construiu uma versão aprimorada da bomba de Gaede.
Em 1940, M. Siegbahn projetou uma outra bomba molecular usando um rotor em formato de disco.
Estas primeiras bombas nunca foram muito bem sucedidas, em função de sua baixa velocidade de bombeamento e baixa confiabilidade. Para a obtenção das baixas pressões desejadas, a distância entre as peças rotativas e fixas era da ordem de centésimos de milímetros e portanto qualquer variação na temperatura ou a entrada de partículas podia resultar em um dano à bomba.
Em 1957, W. Becker inventou a bomba turbomolecular, que tornou-se comercial em 1958.
O projeto de Becker possuía os discos do rotor com lâminas inclinadas e um canal entre elas e as lâminas do estator (que possuíam inclinação oposta). Cada canal em um disco atuava como uma bomba molecular elementar, semelhante a bomba de Gaed. Todos os canais (de 20 a 50) em um disco eram conectado em paralelo, e juntos possuíam uma velocidade de bombeamento de milhares de l/s. Além disso a distância entre as partes móveis e fixas era da ordem de décimos a alguns milímetros, o que a tornava mais robusta.

## Funcionamento

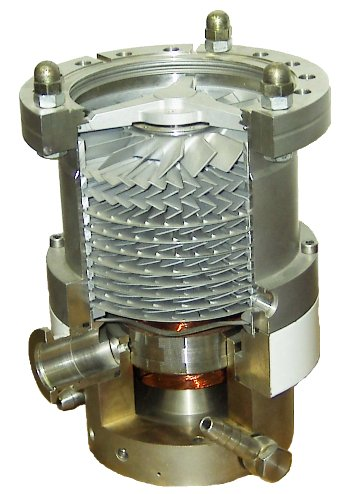
Figura 2: Corte de uma bomba turbomolecular

A base física da ação desta bomba é o efeito de interação entre uma molécula de gás e uma superfície em movimento. Quando uma molécula atinge uma superfície, ela fica aderida por um curto tempo, ganhando durante este tempo, uma componente de velocidade na direção em que a superfície está se movendo.
A orientação das lâminas móveis (rotor) e das lâminas estacionárias (estator) em relação a direção axial da bomba é apresentada na figura 1.
A molécula que incide numa lâmina do rotor tem uma probabilidade maior de descer, em função do movimento lateral da lâmina e de sua inclinação.
As lâminas do estator também são inclinadas e sua direção é oposta as do rotor. Esta inclinação aumenta a probabilidade das moléculas continuarem descendo na direção axial.
Para que as lâminas sejam efetivas, sua velocidade deve se aproximar da velocidade das moléculas, caso contrário as moléculas passariam pelas lâminas do rotor sem serem atingidas.
Para um rotor girando a 60.000 rpm, e com uma lâmina de diâmetro igual a 7,5 cm, a velocidade na ponta da lâmina é de aproximadamente 230 m/s. Para comparação, a velocidade média de uma molécula de nitrogênio a 20oC é de aproximadamente 470 m/s.
Na parte inferior da bomba, onde a pressão torna-se maior, há uma saída para a ligação em uma bomba de deslocamento (tipicamente uma bomba de palhetas rotativas).
A figura 2 apresenta a foto de uma bomba turbomolecular em corte.